# Kaartengalerij

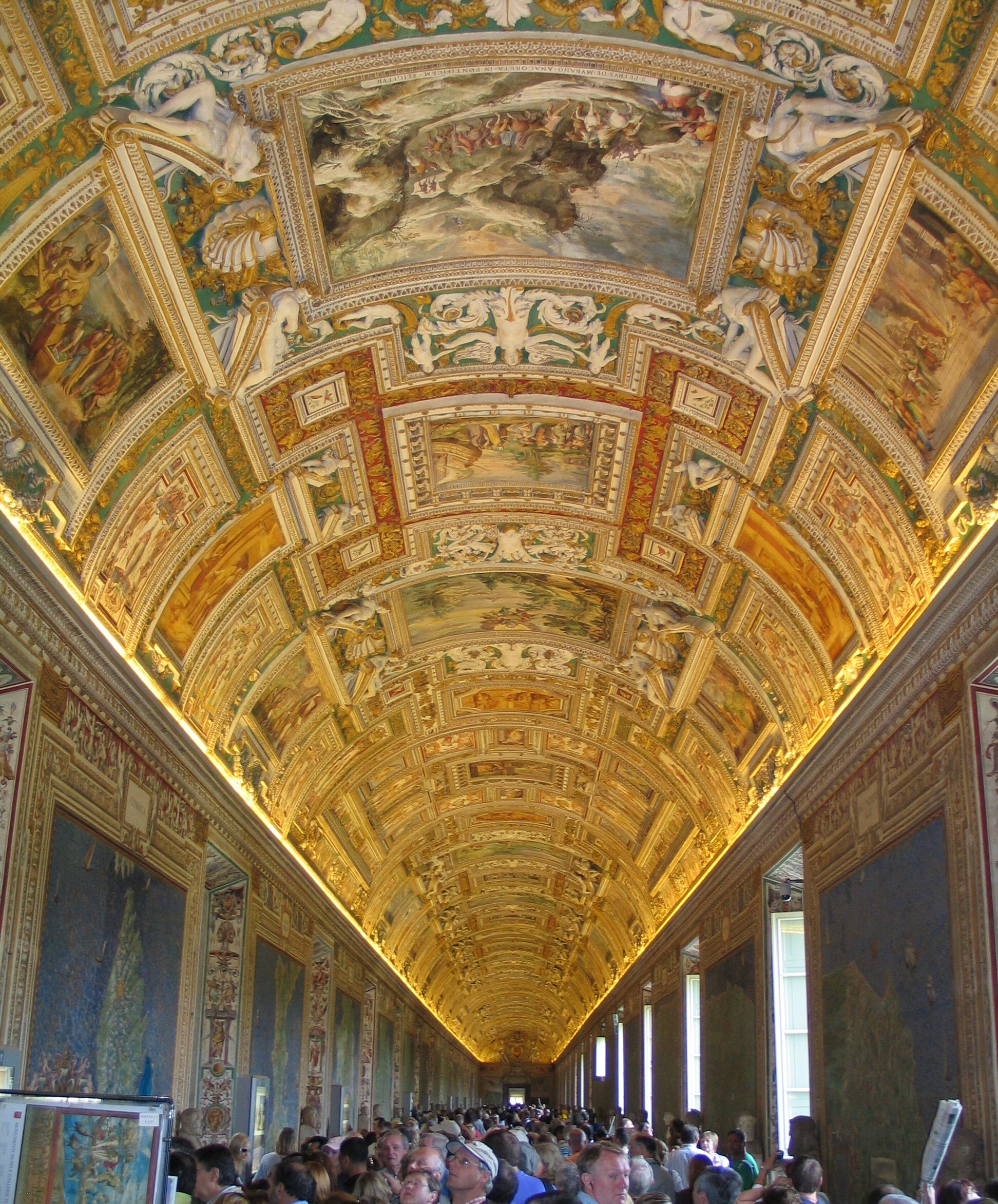
Kaartengalerij

De Kaartengalerij (Italiaans: La Galleria delle Carte geografiche) gelegen op de eerste verdieping is gebouwd als onderdeel van het Apostolisch paleis en behoort tegenwoordig tot de Vaticaanse musea in Vaticaanstad.
De Kaartengalerij draagt zijn naam vanwege de topografische kaarten van alle gebieden van Italië en twee kaarten van Italië zelf, die op de muren en plafonds geschilderd zijn door Ignazio Danti in opdracht van Paus Gregorius XIII.
De galerij ligt aan de westkant van de Belvederebinnenplaats en is 120 meter lang.
Ignazio Danti schilderde de veertig panelen van 1580 tot 1583. Het plafond is gemaakt door een groep maniëristische kunstenaars zoals Cesare Nebbia en Girolamo Muziano.